# Saraca

Lo stemma dei Saraca

La famiglia Saraca (nelle fonti anche de Saraca, Sarraca, Saracca, Sarayca o Saracha, in croato anche Saraka, Saračić o Saraković) fu una delle più antiche famiglie nobili della Repubblica di Ragusa.

## Storia
Due sono le più antiche tradizioni sulle origini dei Saraca: secondo la prima - e prevalente - essi sarebbero originari da Cattaro, mentre secondo la seconda proverrebbero dall'interno del sud della Dalmazia - più precisamente dalla regione che in antico si chiamava Hum (nelle fonti anche Chelmo o Chelmia). Risultano inseriti nel patriziato della Repubblica di Ragusa dal 1172, ma fra i più antichi documenti dell'archivio del monastero di Lacroma (fondato nel 1023), risulta un Lampridus filius Andree Saraca.
Il cognome deriverebbe dalla parola dalmatica saraca (anche saracha o sarraca), una specie di pesce presente nel lago di Scutari noto col nome scientifico di Alburnus arborella e in italiano come alborella. È da notare però che saracca (o saraca) in molte regioni italiane è il nome locale dell'alaccia o della sardina. Nello stemma della famiglia è quindi presente l'immagine di una saraca.
L'Almanacco di Gotha li enumera fra le undici famiglie del più antico Patriziato Sovrano Originario della Repubblica ancora residenti in città alla metà del XIX secolo.
Fra il 1440 e il 1640 i Saraca contarono 41 membri del Maggior Consiglio, pari al 1,86% sul totale. In questi duecento anni, ottennero anche 40 cariche senatoriali (1,22%), 24 volte la qualifica di Rettore della Repubblica (1,01%), 36 membri del Minor Consiglio (1,66%) e 11 Guardiani della Giustizia (1,34%).
Con decreto del 18 ottobre 1817, la nobiltà dei Saraca venne riconosciuta dalla Casa d'Austria, col rango di conti. I Saraca vivono oggi fra la Croazia (Saraka) e l'Italia, ove la loro nobiltà venne riconosciuta il 24 agosto 1927.

## Personalità notabili (in ordine cronologico)
- Elio Saraca (? - 1373) - sacerdote ed erudito, studiò a Roma e quindi fu presso la corte papale ad Avignone. Papa Benedetto XII lo innalzò alla sede arcivescovile di Ragusa (1342), nell'epoca della dominazione veneziana sulla città. Con la sua abilità diplomatica, contribuì alle trattative che ricondussero la Repubblica di Ragusa all'indipendenza (1358). Lasciata la carica nel 1360, morì di peste nel 1373.